# Franc-maçonnerie à Besançon
La franc-maçonnerie à Besançon  commence à partir du XVIIIe siècle, lors de la création de la plus ancienne loge de la ville, la loge « Sincérité ». Son ancienneté, son influence sur la franc-maçonnerie au XVIIIe siècle et sa contribution à la survivance d’un système maçonnique particulier, le Rite écossais rectifié. Elle n'est pas la seule institution franc-maçonne de la ville ; en effet, au cours des siècles, les loges « Parfaite union » et « Constante amitié » s'ajoutent à la loge « Sincérité », avant que toutes ne fusionnent pour former la loge « Sincérité, Parfaite union et Constante amitié réunies » (SPUCAR).

## Histoire

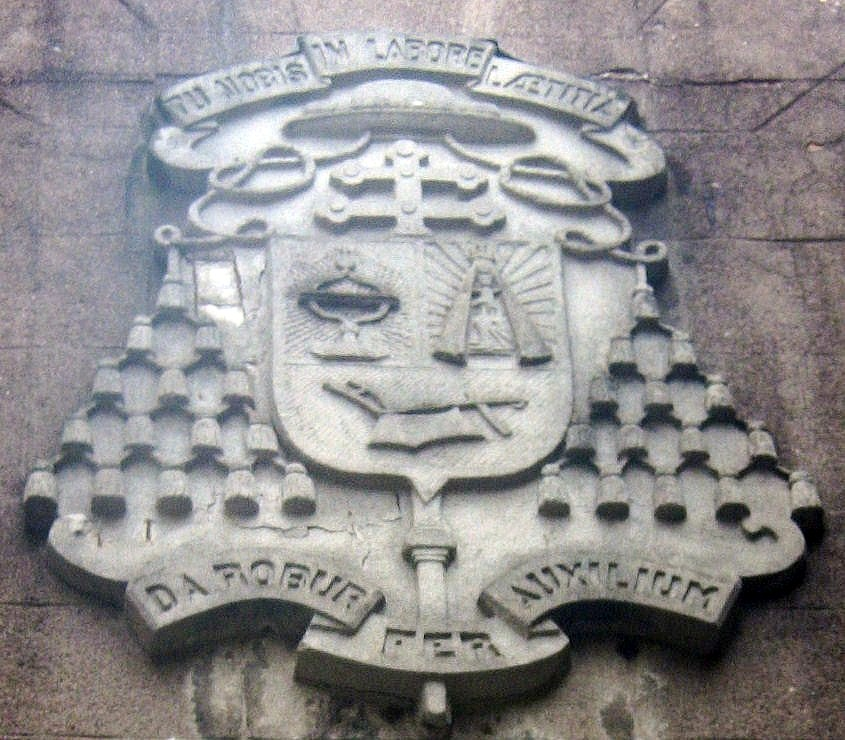
La plaque du grand séminaire.

En 1764 que la première loge franc-maçonne bisontine est officiellement créée : il s'agit de la loge « Sincérité », qui est établie, d'après des documents, à la Saint-Jean d'hiver (soit le 27 décembre 1764) sous l'égide du prince de Bourbon-Condé, comte de Clermont, qui est à l'époque le grand maître de toutes les grandes loges de France, ainsi que grâce à Charles-André de Lacoré, intendant de la province de Franche-Comté. Cependant, un document qui est probablement erroné parle d'une présence franc-maçonne dans la ville à partir de 1720 ; ce qui est peu probable au vu du contexte, la maçonnerie émergent à peine en France à cette époque.
Le fait que la cité soit une ville de garnison n'aura pas d'influence sur les débuts de la maçonnerie dans la région, mais par la suite de nombreuses loges militaires s'implanteront bien qu'elles disparaissaient une fois le régiment parti. Les premiers francs-maçons de Besançon étaient principalement des nobles de la ville et des environs comme son fondateur l'intendant de Lacoré et ses assesseurs ou encore le marquis de Jouffroy d'Abbans, ainsi qu'une trentaine d'ecclésiastiques, présents dans la loge jusqu'à la Révolution. Le fait que des clercs soient francs-maçons est assez rare, notamment parce que la bulle pontificale du 28 avril 1738 formulée par le pape Clément XII intitulée In eminenti apostolatus specula excommunie les catholiques francs-maçons ; cependant cette bulle ne fut jamais appliquée parce que le parlement de Paris ne l'a jamais enregistrée. L'influence des francs-maçons sur la ville reste assez marginale (par rapport à la loge parisienne des Neuf Sœurs par exemple). En effet, leur principale activité consiste à des actions de bienfaisance envers les Bisontins et notamment en 1778 où ils achètent du blé pour la population en proie à une terrible famine ; ils parrainent également des enfants pauvres pour leur permettre d'aller à l'école.

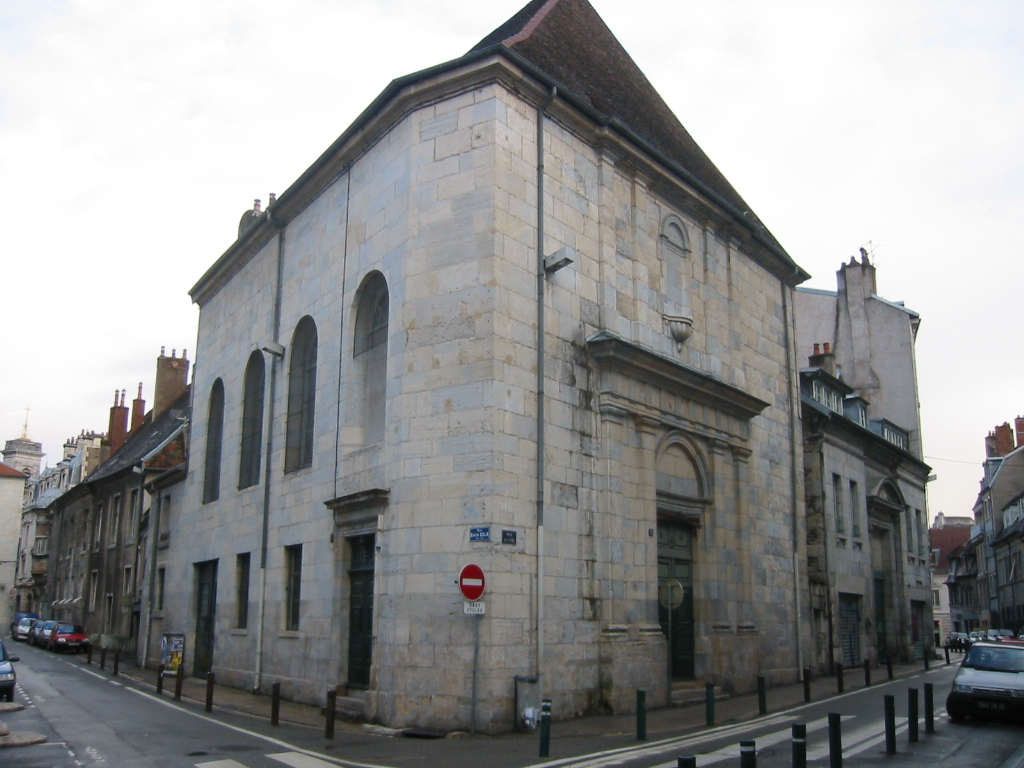
Le temple des francs-maçons de Besançon, rue Émile Zola.

En 1786, les deux loges de la ville, loges Sincérité et Parfaite union, fusionnent, et à la veille de la Révolution, on les présente comme les têtes pensantes de la Révolution, même si dans les faits les maçons bisontins sont partagés. Après la Révolution, la loge bisontine Sincérité et Parfaite union se retrouve en clandestinité parce que le gouvernement révolutionnaire les soupçonne de fomenter une opposition ; il faudra attendre 1800 pour qu'elle rouvre ses portes à Besançon. Le seul événement notable de la première moitié du XIXe siècle est la fusion de la loge Sincérité et Parfaite Union avec la loge Constante Amitié, qui donne la loge Sincérité, Parfaite union et Constante amitié réunies survenue en 1845. Pierre-Joseph Proudhon, un frère initié à Besançon, viendra mettre en lumière une pensée politique partagée par la plupart des obédiences : le socialisme utopique. En 1852, l'ancienne chapelle des Antonins est investie pour devenir le temple maçonnique de Besançon.
En 2010, la ville de Besançon compte environ 345 frères revendiqués par les obédiences, ce qui représente environ 2,6 francs-maçons pour 1 000 habitants calculés sur une agglomération de 134 000 habitants, ce qui donne un taux légèrement supérieur à la moyenne nationale, qui se situe à 2,4 %. En 2006, la ville comprenait dix loges : trois loges du Grand Orient de France (environ 140 frères), deux loges de la Grande Loge de France (environ 40 frères), deux loges de la Grande Loge nationale française (environ 45 frères), deux loges de la Fédération française du Droit humain (environ 60 frères), une loge de la Grande Loge féminine de France (environ 30 sœurs), une loge de la Grande Loge traditionnelle et symbolique Opéra (17 frères) et une loge du Grand Prieuré des Gaules (13 frères).

## Les bons cousins charbonniers

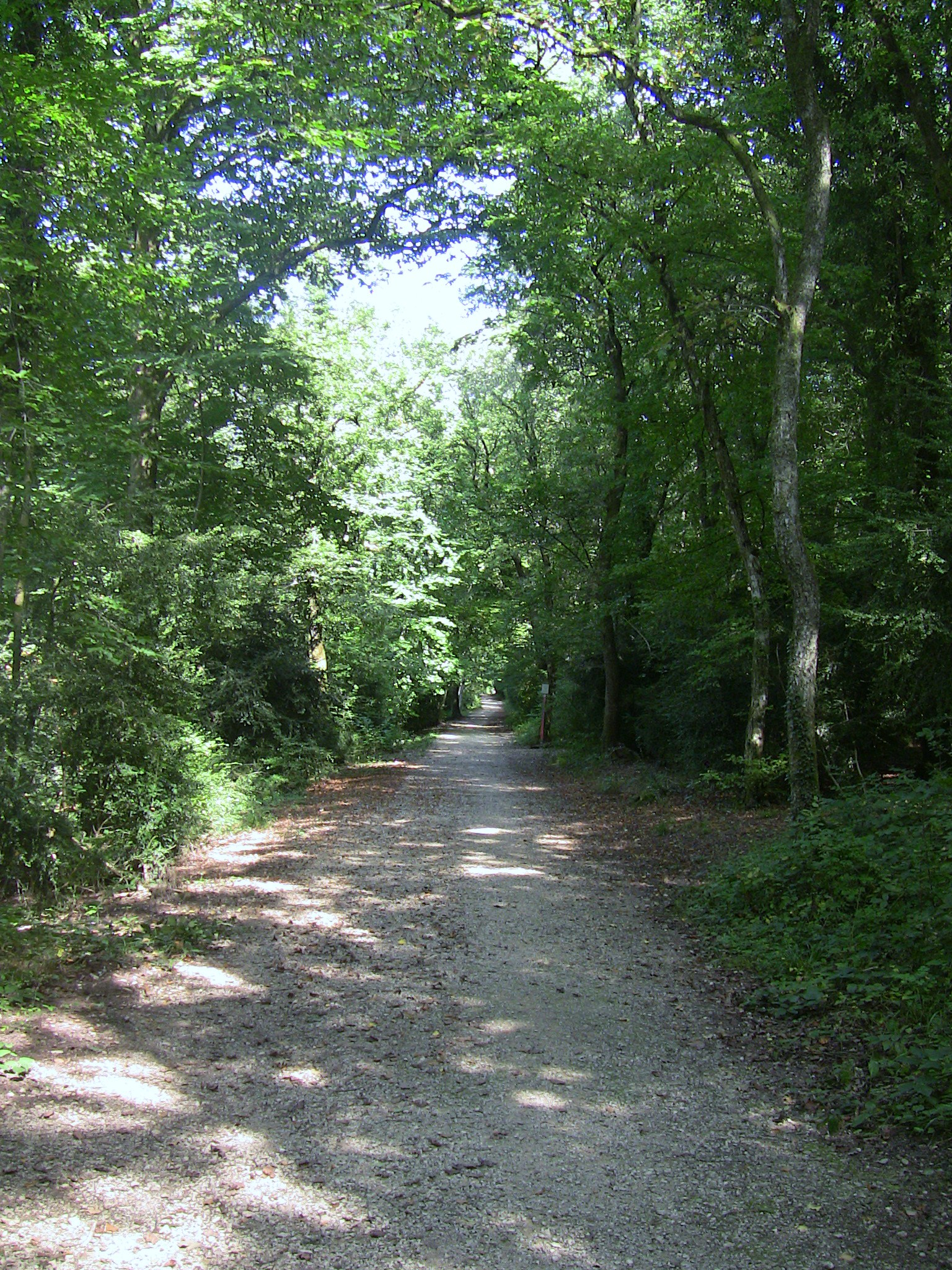
Un sentier du bois de Bregille.

Au XIXe siècle, le bois de Bregille aurait servi de lieu de réunions des bons cousins charbonniers, une société secrète d'entraide en milieu forestier proche de la franc-maçonnerie d'après Gaston Coindre. Les bons cousins charbonniers, originaires des forêts du Jura, seraient parmi les premiers à avoir effectué des rituels de charbonniers. Ils sont fortement imprégnés de christianisme et son symbolisme est lié aux pratiques du métier. On retrouve dans un livre de Charles Godard intitulé Catéchisme des bons charpentiers un passage sur l'initiation d'un franc-maçon bisontin en 1905.

## Personnalités liées à des loges bisontines
- Charles-André de Lacoré[1], intendant de la province de Franche-Comté.
- Claude de Jouffroy d'Abbans[1], constructeur des premiers bateaux à vapeur.
- Pierre-Joseph Proudhon[4], père de l'anarchie.
- Abdoulaye Wade[11], ancien chef d'État du Sénégal.
- Joseph Léopold Sigisbert Hugo[12], général et père de Victor Hugo.
- Camille Charvet-Kahn[13], militante et résistante.
- Georges Oudot[14], peinte et sculpteur.
- Pierre Choderlos de Laclos[15], officier et écrivain.
- Pierre-Joseph Briot[16], révolutionnaire.
- Stéphane Mallarmé[16], écrivain.
- Charles Pichegru[16], général.
- Jean de Bry[17], haut-fonctionnaire et préfet.
- Charles Beauquier[17], député.
- Adolphe Veil-Picard[17], banquier.
- Henri Baigue[18], maire de Besançon de 1901 à 1906.
- Maurice Baigue, médecin, politique et résistant[19].
- Antoine Magnin, botaniste.
- Henri Huot[20], résistant.
- Antide Janvier, maitre-horloger.